# Włodzimierz (powiat radomszczański)
Włodzimierz – wieś w Polsce położona w województwie łódzkim, w powiecie radomszczańskim, w gminie Kamieńsk.
W 2011 roku liczba mieszkańców wynosiła 118.

## Historia
W latach 1975–1998 miejscowość należała administracyjnie do województwa piotrkowskiego.